# Sophia Mylesová
Sophia Jane Mylesová (* 18. března 1980 Londýn) je anglická herečka.  
Je dcerou anglikánského vikáře, hlásí se k velšským a ruským předkům. Její herecký talent oblevil Julian Fellowes a v šestnácti letech se objevila v roli Jany Greyové v seriálu Princ a chuďas. Dala přednost herectví před plánovaným studiem filozofie na Univerzitě v Cambridgi a roku 1999 natočila svůj první film Mansfieldské sídlo. Účinkovala také ve videoklipu k písni Ronana Keatinga „Love Won't Work (If We Don't Try)“. Hrála v seriálech Foylova válka, Slečna Marplová a Pán času, ztvárnila Eriku v horroru Lena Wisemana Underworld a Isoldu ve zfilmování keltské legendy, které režíroval Kevin Reynolds. Za roli Kate ve filmu Hallam Foe získala v roce 2007 British Academy Scotland Award pro nejlepší herečku. Byla průvodkyní pořadu BBC One Panorama. V seriálu Čas čarodějnic ztvárnila matku hlavní hrdinky.
Má syna Lukea, který se narodil roku 2014. Měla milostné vztahy s Charlesem Dancem, Damianem Lewisem a Davidem Tennantem.

## Filmografie
| Film | Film                          | Film                            | Film     |
| Rok  | Film                          | Role                            | Poznámka |
| ---- | ----------------------------- | ------------------------------- | -------- |
| 1999 | Mansfieldské sídlo            | Susan                           |          |
| 1999 | Velký blázinec v malém hotelu |                                 |          |
| 2001 | Z pekla                       | Victoria                        |          |
| 2002 | Klub únosců                   | Anne Kennedyová                 |          |
| 2003 | Zmizení                       |                                 |          |
| 2003 | Underworld                    | Erika                           |          |
| 2004 | Letka Bouřliváků              | Lady Penelope Creighton-Wardová |          |
| 2006 | Umění musí bolet              | Audrey                          |          |
| 2006 | Tristan a Isolda              | Isolda                          |          |
| 2007 | Hallam Foe                    | Kate                            |          |
| 2008 | Vikingové II                  |                                 |          |
| 2013 | The Damned                    | Lauren                          |          |
| 2014 | Blackwood                     | Rachel                          |          |
| 2020 | Poslouchej                    | Ann Payneová                    |          |